# Propagação ionosférica

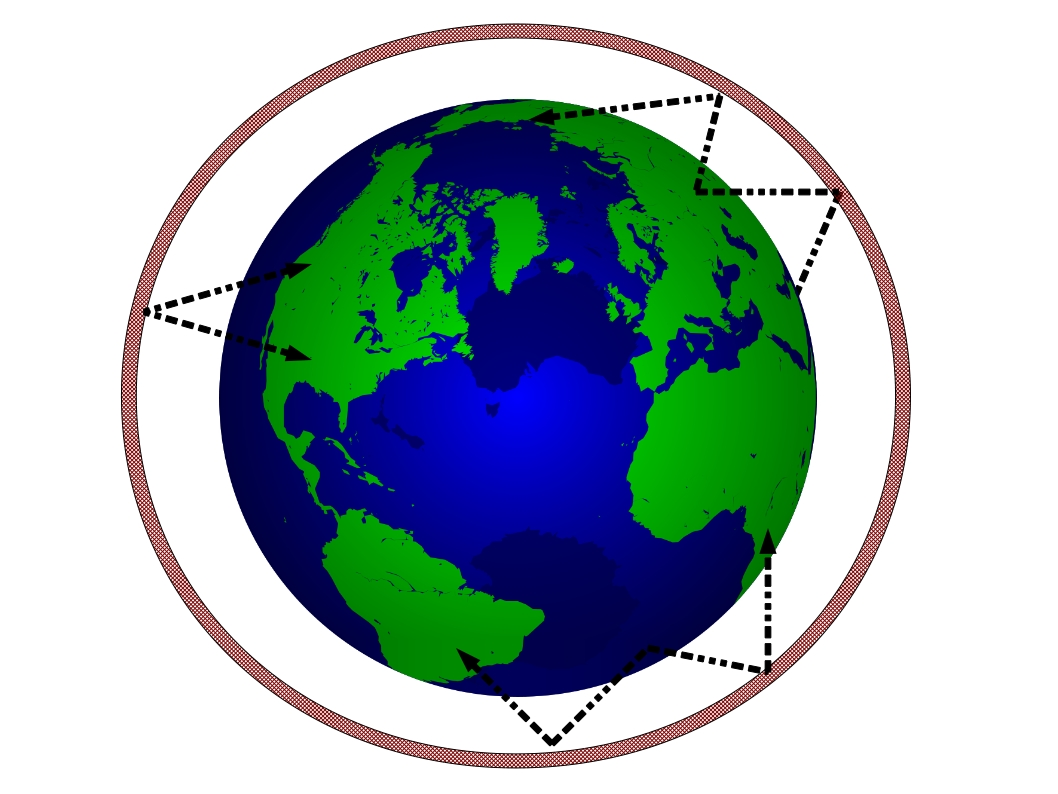
Ondas de rádio (pretas) refletidas na ionosfera (vermelhas) durante a propagação ionosférica. A altitude da linha nesta imagem está significativamente exagerada e fora de escala.

Na comunicação por rádio, a propagação ionosférica refere-se à propagação de ondas de rádio refletidas ou refratadas de volta para a Terra a partir da ionosfera, uma camada eletricamente carregada da atmosfera superior. Como não é limitada pela curvatura da Terra, a propagação ionosférica pode ser usada para comunicar além do horizonte, a distâncias intercontinentais. É usada principalmente nas faixas de frequência de ondas curtas.
Como resultado da propagação ionosférica , um sinal de uma emissora AM distante, de uma emissora de ondas curtas ou – durante condições esporádicas de propagação em E (principalmente durante os meses de verão em ambos os hemisférios) – de uma emissora VHF FM ou TV distante pode, às vezes, ser recebido com a mesma clareza das emissoras locais. A maioria das comunicações de rádio de ondas curtas (alta frequência) de longa distância – entre 3 e 30 MHz – é o resultado da propagação ionosférica . Desde o início da década de 1920, os operadores de rádio amador (ou "radioamadores"), limitados a uma potência de transmissão menor do que as estações de radiodifusão, têm aproveitado a propagação ionosférica  para comunicações de longa distância (ou "DX").
A propagação de ondas celestes é diferente da propagação em linha de visão, na qual as ondas de rádio viajam em linha reta, e da propagação sem linha de visão.

## Propagação ionosférica local e distante
As transmissões de propagação ionosférica podem ser usadas para comunicações de longa distância (DX) por ondas direcionadas a um ângulo baixo, bem como comunicações relativamente locais por meio de ondas direcionadas quase verticalmente (Propagação ionosférica de incidência quase vertical, em inglês: NVIS).

### Propagação ionosférica de baixo ângulo

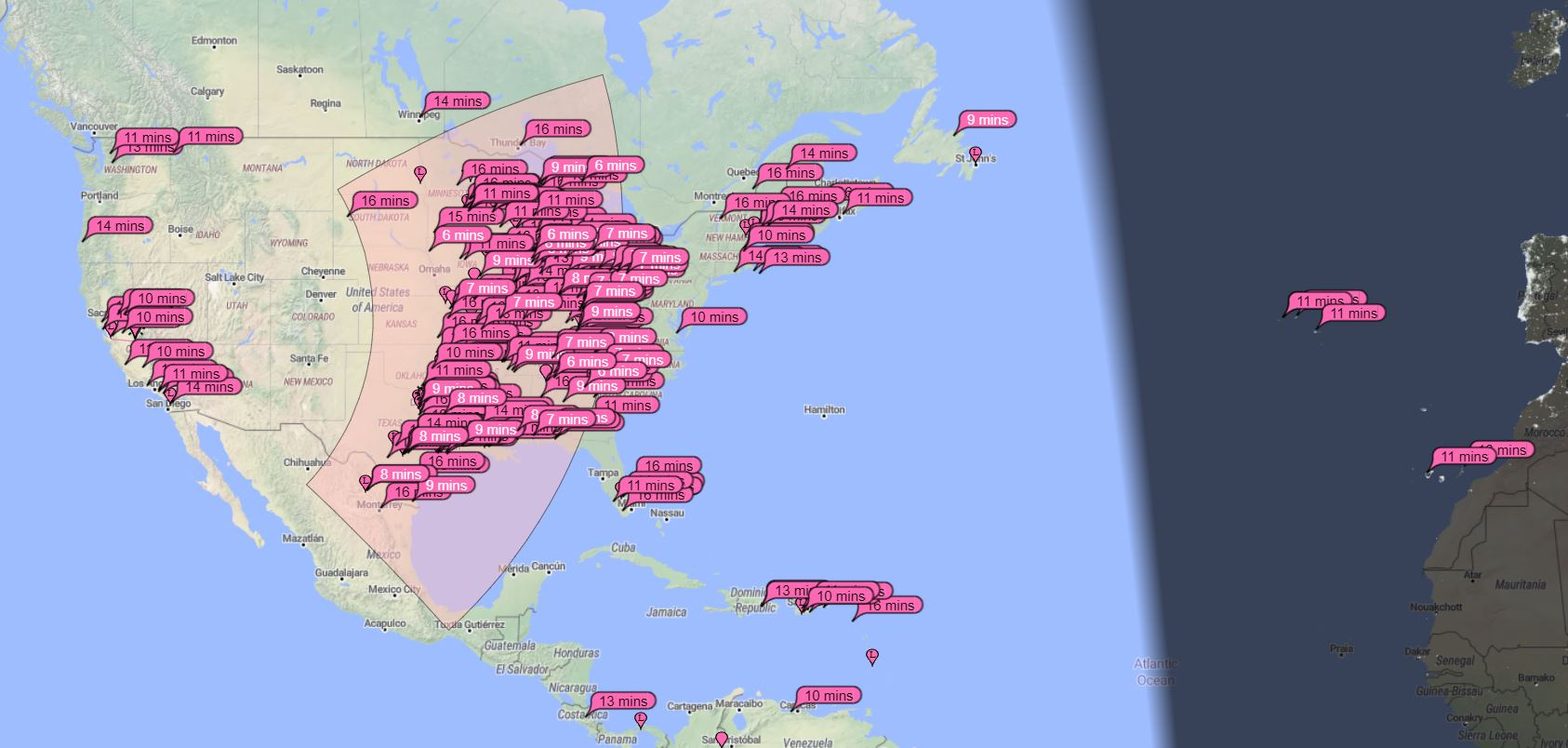
Exemplo de propagação ionosférica (PSK Reporter).

## História da descoberta
Os operadores de rádio amador são creditados com a descoberta da propagação ionosférica  nas bandas de ondas curtas. Os primeiros serviços de longa distância usavam a propagação de ondas terrestres em frequências muito baixas,  que são atenuadas ao longo do caminho. Distâncias maiores e frequências mais altas usando este método significavam mais atenuação do sinal. Isto, e as dificuldades de gerar e detetar frequências mais altas, tornaram a descoberta da propagação de ondas curtas difícil para os serviços comerciais.
Os radioamadores realizaram os primeiros testes transatlânticos bem-sucedidos usando ondas mais curtas do que as usadas pelos serviços comerciais em dezembro de 1921, operando na banda de ondas médias de 200 metros (1500 kHz) — o menor comprimento de onda disponível para amadores na época. Em 1922, centenas de amadores norte-americanos foram ouvidos na Europa a 200 metros, e pelo menos 30 amadores norte-americanos ouviram sinais amadores da Europa. As primeiras comunicações bidirecionais entre amadores norte-americanos e havaianos começaram em 1922 a 200 metros.
A interferência extrema na extremidade superior da banda de 150-200 metros — os comprimentos de onda oficiais atribuídos aos amadores pela Segunda Conferência Nacional de Rádio em 1923 — forçou os amadores a mudar para comprimentos de onda cada vez mais curtos; no entanto, os amadores foram limitados pela regulamentação a comprimentos de onda superiores a 150 metros (2 MHz). Alguns amadores sortudos que obtiveram permissão especial para comunicações experimentais abaixo de 150 metros completaram centenas de contactos bidirecionais de longa distância em 100 metros (3 MHz) em 1923, incluindo os primeiros contactos transatlânticos bidireccionais em Novembro de 1923, em 110 metros (2,72 MHz).
Em 1924, muitos outros amadores especialmente licenciados faziam rotineiramente contatcos transoceânicos a distâncias de 6.000 milhas (~9.600 km) e mais. Em 21 de setembro, vários amadores na Califórnia completaram contactos bidirecionais com um amador na Nova Zelândia. Em 19 de outubro, amadores na Nova Zelândia e na Inglaterra completaram um contacto bidirecional de 90 minutos, quase na metade do mundo. Em 10 de outubro, a Terceira Conferência Nacional de Rádio disponibilizou três bandas de ondas curtas para amadores dos EUA  a 80 metros (3,75 MHz), 40 metros (7 MHz) e 20 metros (14 MHz). Estes foram alocados em todo o mundo, enquanto a banda dos 10 metros (28 MHz) foi criada pela Conferência Internacional de Radiotelégrafo de Washington em 25 de novembro de 1927. A banda de 15 metros (21 MHz) foi aberta aos amadores nos Estados Unidos em 1 de maio de 1952.

### Marconi
Guglielmo Marconi foi o primeiro a demonstrar que os rádios podiam se comunicar além da linha de visão, utilizando as propriedades reflexivas da ionosfera. Em 12 de dezembro de 1901, Marconi enviou uma mensagem a cerca de 2.200 milhas (3.500 km) da sua estação de transmissão na Cornualha, Inglaterra, até St. John's, Terra Nova (hoje parte do Canadá ). No entanto, Marconi acreditava que as ondas de rádio seguiam a curvatura da Terra – as propriedades reflexivas da ionosfera que possibilitam a "propagação ionosférica" ainda não eram compreendidas. O ceticismo da comunidade científica e dos seus concorrentes no telégrafo com fio levou Marconi a continuar a experimentar transmissões sem fio e empreendimentos comerciais associados nas décadas seguintes.